# Рідні (фільм, 1977)
«Рідні» — радянський двосерійний телефільм 1977 року, знятий режисером Миколою Ільїнським на Кіностудії ім. О. Довженка.

## Сюжет
З життя українського колгоспу. Голова колгоспу Павло Тарасов є представником династії хліборобів, яка все своє життя присвятила становленню колективного господарства. Він чесно продовжує справу, розпочату його рідними.

## У ролях
- Віталій Шаповалов — Павло Петрович Тарасов
- Всеволод Платов — Олексій Петрович Тарасов
- Віктор Шульгін — Михайло Тарасов
- Віра Кузнецова — Параска Іванівна Тарасова
- Євгенія Уралова — Галина
- Марина Дюжева — Ліля
- Володимир Пучков — Андрій Тарасов
- Борис Токарєв — Саша Овсянников
- Зінаїда Дехтярьова — Віра Тарасова
- Галина Довгозвяга — Клавдія
- Маргарита Криницина — Тетяна Денисівна Рязанцева
- Віталій Єдинінсков — Гаврилов
- Володимир Алексєєнко — Єгор Михайлович Башликов
- Іван Голубов — Капирін
- Людмила Лобза — Капиріна
- Ірина Дорошенко — Ремізова
- Наталія Кареслі — Люба
- Олександр Ігнатуша — Сергій
- Євген Весник — Іван Захарович Засєкін
- Катерина Крупеннікова — Чумакова, голова колгоспу «Червона зірка»
- Геннадій Болотов — Анатолій Васильович, голова колгоспу «Жовтень»
- Ольга Токарєва — колгоспниця
- Микола Макушенко — епізод
- Л. Михайлюк — епізод
- Ольга Реус-Петренко — мати Сашка
- Галина Нехаєвська — епізод
- Ада Волошина — секретар
- Олександр Мілютін — Яковлєв
- Анатолій Юрченко — колгоспник
- Валентин Грудинін — комбайнер
- Юрій Леонідов — Мурашко, начальник кіномережі району
- Олександр Пархоменко — Голобородов
- Іван Матвєєв — Петрович, сторож
- Федір Панасенко — Федір Лукіч, бригадир
- Лідія Чащина — секретар
- Іван Бондар — колгоспник
- Віктор Поліщук — епізод
- Валерій Мотренко — епізод

## Знімальна група
- Режисер — Микола Ільїнський
- Сценаристи — Віктор Богатирьов, Світлана Михальченко
- Оператор — Вадим Верещак
- Композитор — Карен Хачатурян
- Художник — Михайло Раковський